# آني سكوت ديل ماندر
آني سكوت ديل ماندر (بالإنجليزية: Annie Russell Maunder)‏ (و. 1868 – 1947 م) هي عالمة فلك، ورياضياتية من المملكة المتحدة .
توفيت في لندن، عن عمر يناهز 79 عاماً.

## مطلع حياتها والتعليم
وُلدت آني سكوت ديل راسيل في عام 1861 بمنزل القساوسة في مدينة استربان بمقاطعة تيرون في أيرلندا لوالدها ويليام أندرو راسيل ووالدتها هيسي نيسبيت راسيل (لقبها قبل الزواج: ديل). كان والدها قسًا بالكنيسة المشيخية في استربان حتى عام 1882. وكانت والدتها ابنةً لقس بنفس الكنيسة. كانت آني واحدةً من ستة أبناء، وترعرعت بمنزلها المسيحي شديد التدين والصرامة. كان جميع الأبناء الستة بهذا المنزل موهوبين وحاصلين على شهادات تعليمية عالية. درست أختها الأكبر هيستر ديل راسيل الطب على يد الطبيبة إليزابيث غاريت أندرسون بمدرسة الطب للنساء في لندن. حصلت هيستر على منحة المركز الأول في الامتحان النهائي لبكالوريوس الطب في عام 1891. وكانت تعمل مبشرة دينية في مجال الخدمات الطبية بالهند وتزوجت بعدها بمبشر ديني للخدمات الطبية أيضًا.
أكملت كل من آني وأختها هيستر تعليمهما الثانوي بالمدرسة الجماعية للسيدات في مدينة بلفاست، والتي أصبحت بعد ذلك مدرسة «فيكتوريا». تمكنت آني بعد حصولها على جائزة بامتحانات مدرسة إعدادية عام 1886 وهي في سن الثامنة عشر من الحصول على فرصة للمشاركة في امتحان كلية «غيرتون» للمنح الدراسية المفتوحة، وحصلت على منحة دراسية لمدة ثلاث سنوات بواقع 35 جنيه استرليني سنويًا.
درست آني بكلية «غيرتون» التابعة لجامعة «كامبريدج»، ونجحت في اختباراتها النهائية مع مرتبة الشرف في عام 1889، وحصلت على المركز الأول في الرياضايات على دفعتها بكلية غيرتون، وبهذا حصلت آني على رتبة (سينيور أوبتايم) على مستوى جامعتها وهي رتبة تكافئ مرتبة الشرف من الدرجة الثانية في بقية الجامعات. وتعتبر آني أول سيدة أيرلندية تحصل على هذه الرتبة. كان مدرس آني للرياضيات ضمن هيئة تدريس الكلية الخاصة بالرجال. وأثنى على قدرتها في إنجاز المهام التي توكل إليها بهذا النجاح، على الرغم من العقبات التي كانت تعوقها لكونها امرأةً، ولافتقارها للتدريب الأولي الكافي. ومع ذلك، حُرمت آني من الحصول على شهادة البكالوريوس التي كانت تستحقها بسبب هذه القيود التي حاصرتها خلال تلك الفترة.

## حياتها الشخصية
تزوجت آني بعمر السابعة والعشرين من والتر الذي كان يبلغ عمره وقتها 45 عامًا، وذلك في الكنيسة المشيخية في غرينتش يوم 28 ديسمبر عام 1895. لم تنجب آني أطفالًا من زوجها والتر، ولكنه أنجب خمسة أطفال من زيجته السابقة. كانت آني أصغر من زوجها والتر بنحو 17 عامًا وأكبر من ابنه الأكبر بتسع سنوات فقط. كانت أكبر أطفاله تبلغ من العمر 21 عامًا وقتها، وكان أصغرهم يبلغ سبع سنوات، عُرفت آني بعقلها النشط وخيالها المفعم بالحيوية مصحوبًا بحماسها الذي لا ينضب باحثًا عن الأدلة ومقدمًا للتفاصيل قبل وضع أي استنتاجات. توفي والتر في عام 1928 عن عمر ناهز 76 عامًا. وتوفيت آني بعد وفاته بعقدين تقريبًا عن عمر ناهز 79 عامًا بمدينة واندسوورث في لندن عام 1947.

## البحوث الفلكية

### العمل بالمرصد الملكي في غرينتش
علمت آني من صديقتها المقربة أليس إيفيرت بوجود وظيفة شاغرة في غرينتش في يناير عام 1890. وفورًا، أرسلت آني عدة خطابات إلى المرصد الملكي آملةً أن تحصل على هذه الوظيفة. وقدم والدها طلبًا لتحصل عليها، وكان روبرت ستويل بول من أقوى داعميها إذ كتب لها خطاب توصية لتحصل على الوظيفة. عملت آني معلمةً للرياضيات بالمدرسة الثانوية للسيدات في جزيرة جيرزي لمدة عام حتى وافق مساعد مدير المرصد هربرت هول تيرنر على قبولها بالوظيفة. بدأت آني عملها في المرصد الملكي بغرينتش في عام 1891، وكانت تعمل في وظيفة سيدة حاسبة بالقسم الشمسي. وكان هذا القسم أحد الأقسام الخاصة أُنشئ لغرض تصوير الشمس في عام 1873. حصلت آني على راتب قدره 4 جنيهات استرلينية بالشهر والذي كان كافيًا لاحتياجات معيشتها بالكاد، وكانت تحصل على 8 جنيهات استريلينية في السنة عندما كانت تعمل بالمدرسة مع توفير سكن مجاني خاص بها.
عملت آني لدى والتر ماندر ببرنامج تصوير الشمس في غرينتش. شملت واجباتها استخدام آلة «دالماير» لتصوير الشمس لالتقاط صورًا خاصة بالبقاع الشمسية، وإيجاد أماكنها، وتحديد خصائصها. وكانت آني تساعد والتر ماندر هناك، وقضت جزءًا كبيرًا من وقتها في تصوير الشمس.  تتبعت آني أيضًا عددًا كبيرًا من البقاع الشمسية التي حدثت نتيجة الذروة الشمسية عام 1894. وشمل هذا البقعة الشمسية العملاقة بشهر يوليو عام 1892 التي حدثت بسبب عاصفة مغناطيسية أنتجت أضخم بقعة شمسية رُصدت في غرينتش في هذا الوقت. وخلال أول سنة لها بغرينتش (عام 1891)، تعدت عمليات الرصد بالقسم الشمسي متوسط عدد عمليات الرصد خلال الأعوام الخمسة والثلاثين الماضية بنحو 7 مرات. وبالرغم من أن هذه الانجازات لم تُنسب إليها، رشحها والتر ماندر لعضوية الجمعية الفلكية الملكية عام 1892. عُينت آني محررة بجريدة الجمعية الفلكية البريطانية (BAA) في نوفمبر عام 1894 بواسطة زوجها الذي كان يترأس الجمعية في ذلك الوقت. ظلت آني بهذه الوظيفة لمدة 35 عامًا.

### التعاون بين آني ووالتر
تزوج آني ووالتر عام 1895، واضطرت آني أن تستقيل من وظيفتها بسبب القيود المفروضة على المتزوجات العاملات في الخدمة العامة وقتها. من المعتقد أن وظيفة المرأة الحاسبة بدأت بشكل تجريبي، وكان من المقدر لها أن تستمر لفترة معينة فقط، ولم تتكرر. مرت أربعون سنةً قبل أن تلتحق عالمة فلك أخرى لتعمل مع علماء الفلك الذكور بالمرصد الملكي. استمرت آني وزوجها في العمل المشترك، إذ رافقت آني زوجها خلال بعثات رصد كسوف الشمس. كان والتر مسؤولًا عن تمويل وتنظيم هذه البعثات من خلال اللجنة الوطنية للكسوف بالمرصد الملكي في غرينتش. اشتركت آني في خمس بعثات لرصد كسوف الشمس مع الجمعية الفلكية البريطانية، وكانت أول بعثة لها بالنرويج عام 1896. لم يُختير والتر ضمن أعضاء البعثة المتجهة إلى الهند عام 1898، ولهذا ذهب هو وزوجته آني بشكل مستقل. 
حصلت آني على هدية من كلية غيرتون عام 1897 عبارة عن آلة تصوير ذات بعد بؤري قصير وعدسة بعرض 1.5 بوصة استخدمتها آني خلال بعثاتها. صُنعت العدسات الخاصة بآلة التصوير تلك بواسطة «تي. آر. دالماير» أحد أشهر صناع البصريات بلندن. استخدمت آني هذه الآلة في تصوير الهالة الشمسية الخارجية من الهند في عام 1898. وتمكنت باستخدام هذه الآلة من التقاط أطول شعاع لظاهرة الهالة الشمسية يمكن أن يُرصد آنذاك بواسطة معداتها الخاصة التي كانت تشغلها وتصممها بنفسها. صُممت آلة التصوير الخاصة بها بمجال رؤية واسع لتصوير مجرة درب التبانة، وهذا مكَّن آني من التقاط الهالات البعيدة والخافتة للشمس. التقطت آني سلسلة من الصور باستخدام آلة التصوير الخاصة بها بمستويات تعريض مختلفة خلال فترة الكسوف الكلي التي استغرقت دقيقتين؛ لتتمكن من التقاط صورًا واضحة لهذه لظاهرة. بينت صورها وجود تيار يمتد من الشمس لمسافة تعدت 10 ملايين كيلومتر. كتبت أغنيس كلرك بعد مطالعة الصور الملتقطة بواسطة آني بإحدى سهرات الجمعية الملكية: «استطاعت السيدة ماندر أن تهزم كل المعدات الكبيرة باستخدام عدساتها الصغيرة». تتوافق أوصاف آني لاتجاه وحركة الجسيمات داخل الهالة الشمسية التي رصدته مع وصف شكل حلزون باركر للرياح الشمسية الذي حظى بقبول العلماء الآن. سافرت آني مع عدد من أعضاء الجمعية الفلكية البريطانية إلى الجزائر عام 1900 ليرصدوا الكسوف الكلي للشمس الواقع يوم 28 مايو نفس العام. وكان أعضاء الجمعية الذين رافقوها هم ماري أكوورث إيفرشيد، وليليان مارتن ليك، وسي. أو. ستيفنز. التقت آني هناك صورًا للهالة الشمسية ولاحظت ظهور أشعة وصفتها بأنها تشبه «الريش»، وبهذا أضافت آني مصطلحًا ما زال يستخدم حتى يومنا هذا. ذهب الزوجان ماندر في بعثة أخرى لرصد كسوف الشمس في مايو عام 1901 إلى جمهورية «موريشيوس»، ولم تكن آني راصدةً رسمية بهذه البعثة (ولكن كان والتر زوجها راصدًا رسميًا)، ولهذا اضطرت أن تتحمل نفقات سفرها. قررت آني أن تذهب إلى موقع مختلف عن البعثة لتصور الكسوف؛ لأنها لم تكن راصدة رسمية بهذه البعثة. نُشرت صورتان للهالة الشمسية الخاصة بكسوف الشمس في موريشيوس؛ كانت إحداهما لوالتر، والأخرى لآني. كانت البعثة الوحيدة التي لم تتحمل فيها آني تكاليف سفرها بعثة كندا، إذ دعت الحكومة الكندية كلًا من والتر وزوجته وموًّلت بعثتهما. 

### عضوية آني في الجمعية الفلكية الملكية
انتُخبت آني عضوًا بالجمعية الفلكية الملكية (RAS) في نوفمبر عام 1916، وكان هذا بعد 10 أشهر فقط السماح لانضمام أعضاء إناث بالجمعية. كانت آني عضوًا بالجمعية الفلكية البريطانية التي ساهم والتر في تأسيسها عام 1890. فبالرغم من أنه كان عضوًا بالجمعية الفلكية الملكية منذ عام 1875، أراد والتر وجود جمعية فلكية أخرى تسمح بانضمام كل المهتمين بهذا المجال من مختلف الطبقات الاجتماعية، وخاصةً النساء. رُشحت آني للجمعية الفلكية الملكية لأول مرة منذ 24 عامًا قبل انضمامها بفضل توصية والتر. ورُشحت مع آني وقتها كل من إليزابيث براون وأليس إيفرت، ولم يحصلن أي من الثلاثة على أصوات ثلاثة أرباع المصوتين المطلوبة للانضمام، وكان ذلك في الاجتماع المنعقد بشهر أبريل عام 1892. أشار أحد الأعضاء وقتها أن المرأة لن تكون إلا مصدر إلهاء، وستكون إضافةً اجتماعية فقط في اجتماعات الجمعية دون أن يكون لها أي مساهمات فعلية. لم ترض آني بهذا التعسف الشديد الواقع ضدها هي والنساء الأخريات خلال مسيرتها المهنية بهذا المجال الذي يغلب عليه الذكور، ورفضت خصوصًا نتائج هذه الانتخابات بالجمعية عام 1892.

## الإرث
سُميت إحدى الفوهات القمرية باسم «ماندر» تقديرًا لكل من والتر ماندر وآني ماندر، بالإضافة إلى إحدى البقاع الشمسية التي سُميت بقعة «ماندر الصغرى».
أنشأت الجمعية الفلكية البريطانية (RAS) في عام 2016 قلادة «آني ماندر» للإسهامات البارزة في التوعية والمشاركة العامة لمجالي علم الفلك وعلم فيزياء الأرض.
أعلن المرصد الملكي بغرينتش في يونيو عام 2018 بإنشائه لمرصد جديد في جناح «ألتازيموث»، وسيكون باسم مرصد «آني ماندر» الأستروغرافي -أو مرصد آني ماندر للتصوير الفلكي (AMAT)- ويعتبر هذا المرصد جزءًا من عملية إحياء لعصر الرصد الفلكي بالمرصد في لندن، وهو مزود بأحدث التقنيات. سيكون هناك أيضًا معرضًا لقصة حياة آني ماندر بالطابق الأرضي من المبنى.